# Лемберг (Німеччина)
Лемберг (нім. Lemberg) — громада в Німеччині, розташована в землі Рейнланд-Пфальц. Входить до складу району Південно-Західний Пфальц. Складова частина об'єднання громад Пірмазенс-Ланд.
Площа — 58,19 км2. Населення становить 3726 ос. (станом на 31 грудня 2020).

## Галерея

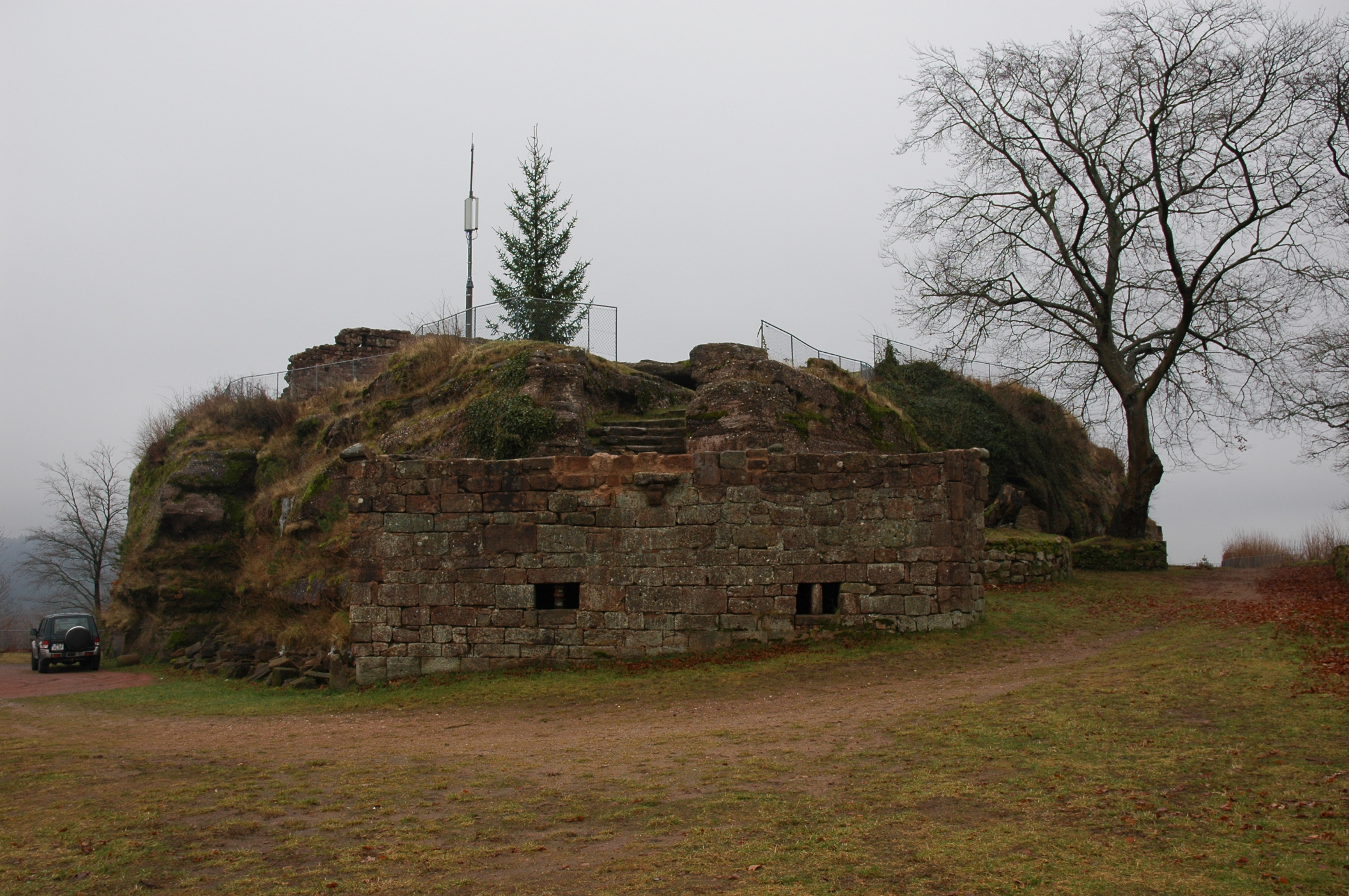
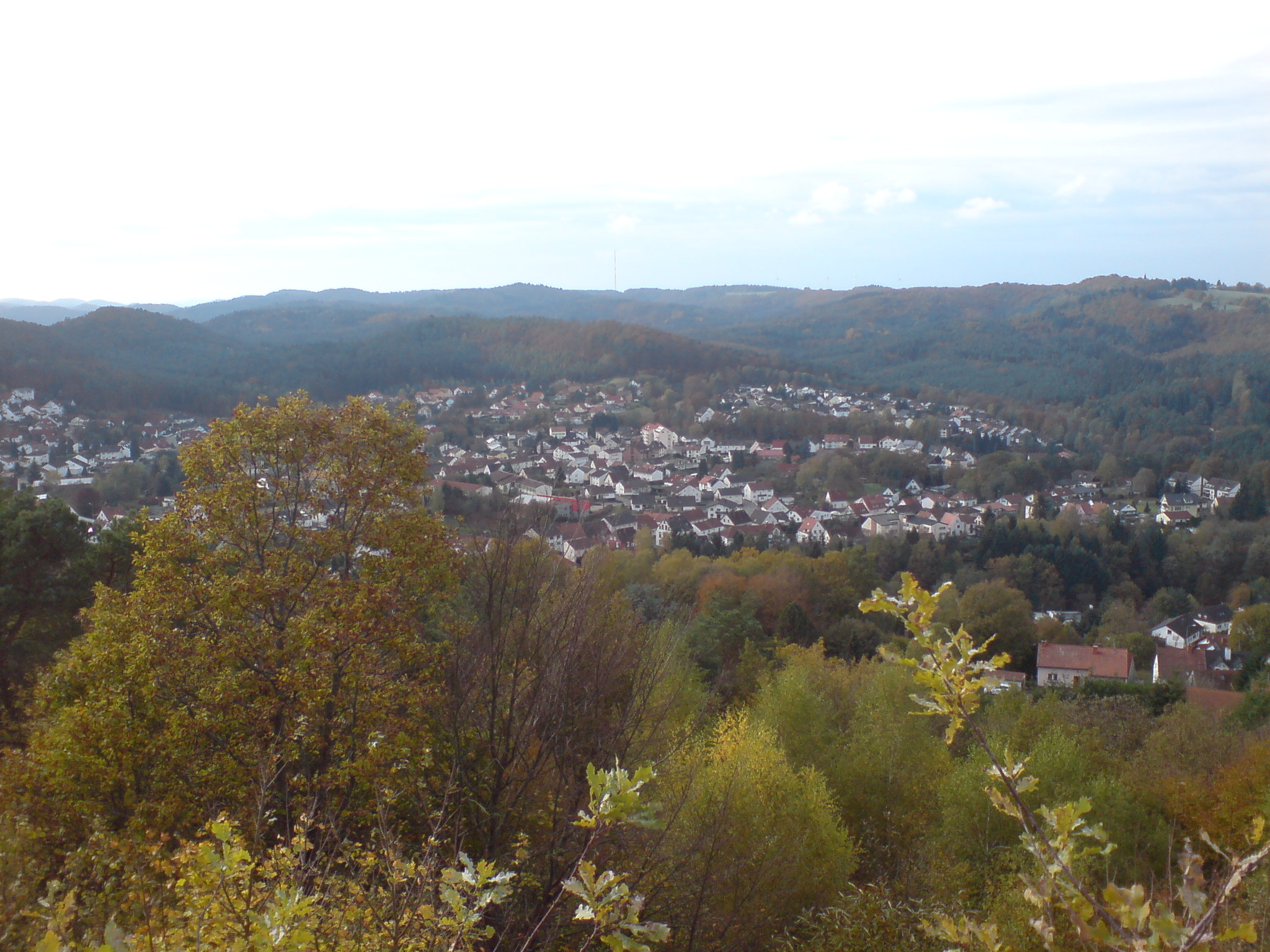